# Óscar Pelegrí
Óscar Pelegrí Ferrandis (Bechí, 30 de mayo de 1994) es un ciclista español que compitió de manera profesional entre 2018 y 2024.

## Trayectoria
Destacó como amateur ganando el Trofeo Ayuntamiento de Zamora y victorias de etapa en la Vuelta a Segovia, en la Vuelta a León, en la Vuelta a Navarra o en la Vuelta a Castellón. Además fue campeón de España en categoría sub-23 en 2016.
En 2018 dio el salto al profesionalismo con el RP-Boavista. En Portugal estuvo corriendo tres años, ya que los dos siguientes militó en el Feirense. De cara a 2021 se unió al Electro Hiper Europa, logrando ganar con ellos una etapa del Tour de Bretaña.
En 2022 fichó por el Burgos-BH y con este equipo compitió los tres últimos años de su carrera.

## Palmarés

### Ruta
2018
- 1 etapa del Gran Premio Nacional 2 de Portugal

2021
- 1 etapa del Tour de Bretaña

### Pista
2018
- Campeonato de España de Madison (con Sebastián Mora)